# Chiesa di San Domenico (Tricase)

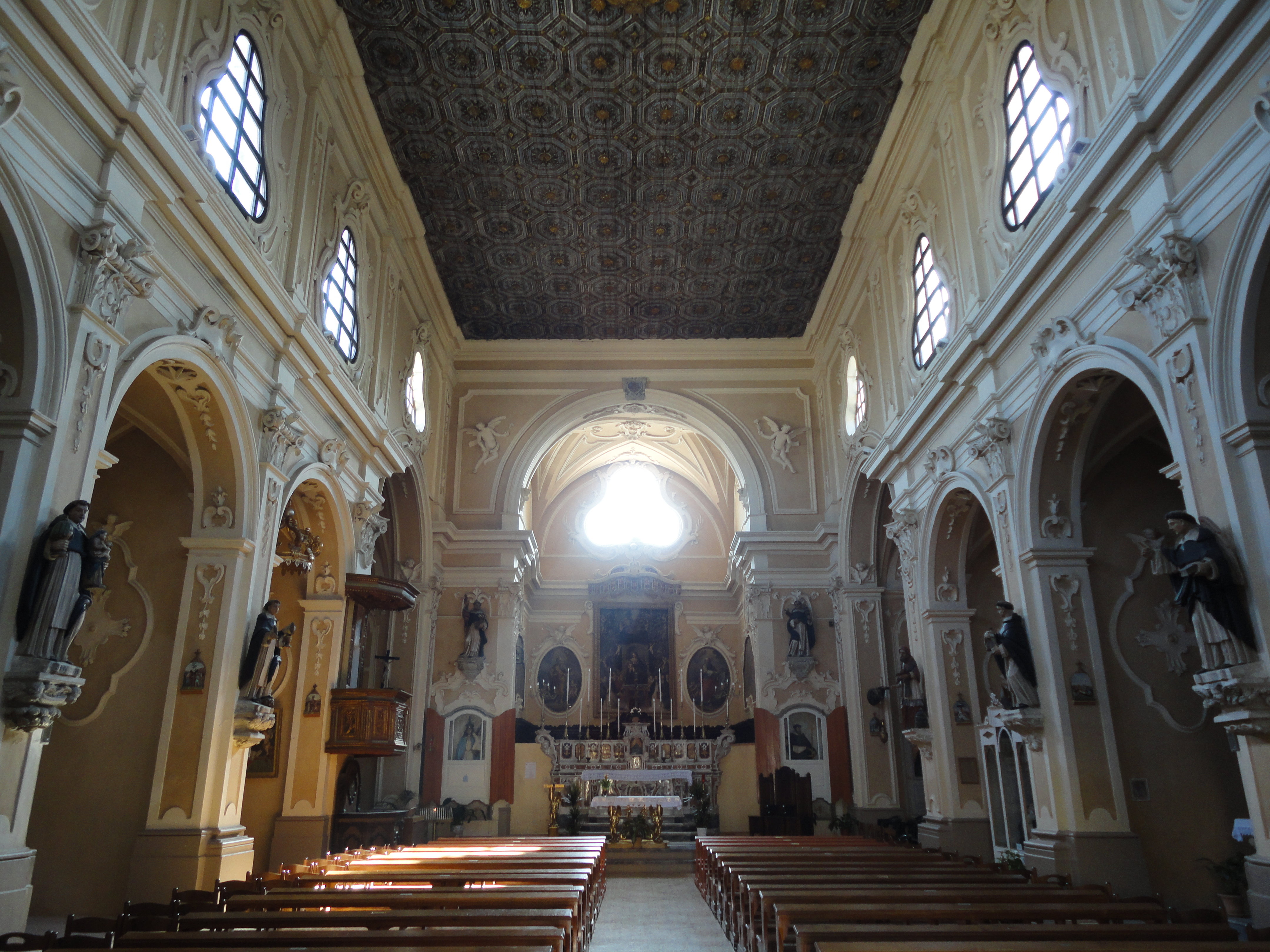
Interno

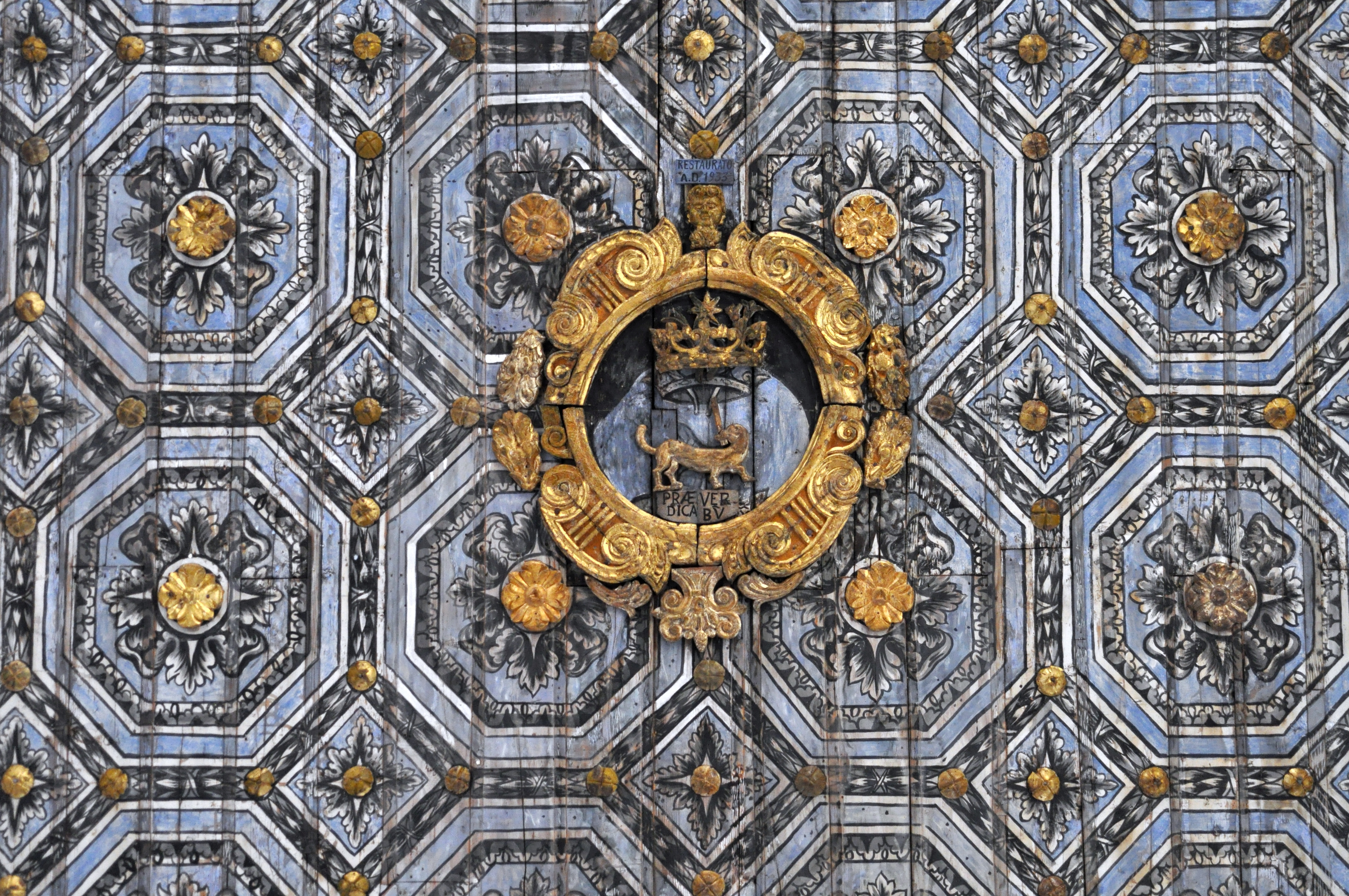
Stemma dei frati predicatori, particolare del cielo appeso

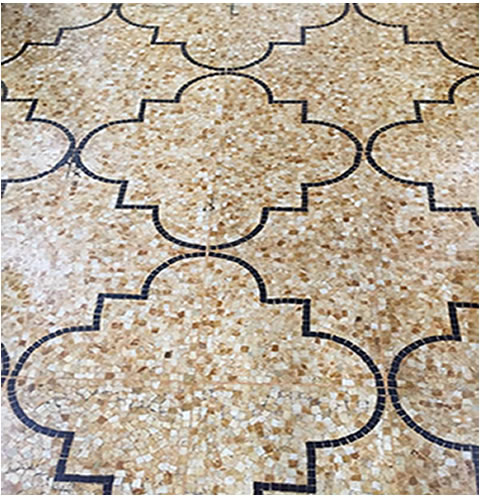
Chiesa San Domenico, Tricase. Pavimento in mosaico. Realizzazione: Ditta Fratelli Fracasso, Tricase.

La chiesa di San Domenico, annessa al convento dei domenicani dei SS. Pietro e Paolo, è un complesso architettonico in stile barocco leccese situato a Tricase, in provincia di Lecce.

## Storia
La costruzione del complesso conventuale dei domenicani di Tricase si colloca nella seconda metà del XV secolo, attestandosi come il convento dei frati predicatori più a sud della Puglia.
L'edificio chiesastico insieme al convento dei SS. Pietro e Paolo furono riedificati tra il 1679 e il 1704, su un preesistente impianto danneggiato più volte dai Turchi e dalle guerre di successione al trono di Napoli tra XV e XVI secolo. 
Qui aveva sede una prestigiosa biblioteca, una spezieria farmaceutica e una rinomata cattedra di filosofia e teologia intitolata a S. Tommaso d'Aquino. Le proprietà terriere del convento, come attesta la Platea conservata presso l'Archivio Storico Diocesano di Ugento, si estendevano in diversi paesi del Salento meridionale, principalmente a Tricase, Tutino, S. Eufemia, Caprarica del Capo, Tiggiano, Corsano, Alessano, Lucugnano, Miggiano, Depressa, Ortelle e Poggiardo.
Nel 1809, con l'applicazione delle leggi napoleoniche, la comunità dei frati viene soppressa e l'ufficio della chiesa sarà affidato dal 1810 alla cura della Confraternita del S. Rosario.

## La Confraternita del S. Rosario
Il 20 giugno 1579, i frati domenicani di Tricase istituirono la Confraternita del S. Rosario. Il sodalizio laicale è tra i più antichi della provincia di Lecce e opera ininterrottamente dal Cinquecento; i confratelli provvedono ancora oggi alla manutenzione della chiesa di S. Domenico, soddisfano le esigenze cultuali dei fedeli, custodiscono gli arredi sacri e le scritture archivistiche, si occupano della diffusione del culto del S. Rosario, della sepoltura confraternale, dei rituali processionali del Venerdì Santo e delle feste religiose.

## Architettura

### Esterno
La facciata, ultimata nel XVIII secolo, presenta un portale sormontato dalla statua di san Domenico di Guzmán e dai busti di san Pietro e san Paolo, titolari del convento. In asse col portale si apre una finestra lobata, sulla quale si legge la data 1688. La sommità del timpano è adorna delle statue raffiguranti sante e beate afferenti all'Ordine domenicano.

### Interno
L'interno è dominato dal caratteristico cielo appeso ligneo, decorato a turchese e oro con motivi geometrici e fitomorfi. Lo spazio è illuminato da tredici finestre a lira e si presenta con un'unica navata scandito da otto profonde cappelle intervallate da statue policrome di santi domenicani. Il transetto è sostituito da due cappelloni, intitolati al Nome di Gesù e a san Domenico di Guzmán, che precedono l'altare maggiore. Nelle cappelle si distribuiscono i pittoreschi altari barocchi intagliati con maestria alla maniera leccese, carichi di simbologie sacre e sintesi dell'humanitas dei frati domenicani. 
Tra le tele più interessanti si inseriscono quelle realizzate dal ruffanese Saverio Lillo e il gallipolino Giandomenico Catalano. In fondo alla navata, dietro all'altare maggiore, è collocato il coro, intagliato in legno di noce e varie essenze come l'abete rosso, firmato dal tricasino Oronzo Pirti, autore, inoltre, del portone d'ingresso. Sulla controfacciata è posizionata la cantoria con l'organo del Settecento realizzato da Michele Sanarica da Grottaglie nel 1770. La copertura è costituita da un cielo appeso, realizzato in legno, con al centro lo stemma dei domenicani.
Il pavimento interno, in elegante mosaico, è opera della Ditta "Fratelli Fracasso" di Tricase.
All'interno dell'edificio si conservano due tele autografe di Gioacchino Toma, opere realizzate nella sua breve permanenza giovanile a Tricase.